# Tipulodina aetherea
Tipulodina aetherea är en tvåvingeart som först beskrevs av de Meijere 1916.  Tipulodina aetherea ingår i släktet Tipulodina och familjen storharkrankar. Inga underarter finns listade i Catalogue of Life.